# Вили и Ве
У нордијској митологији, Вили и Ве су браћа Бога Одина, синови Бестле и Бора, и унуци Болторна и Бурија:

## Стварање
Вили, и Ве, заједно са Одином су убили Имира , што је значило крај владавине гиганта и почетак владавине Есира(врховни богови). Они се могу поредити са три брата Зевса, Посејдона и Хада из грчке митологије, који су победили Титане и Хроноса. Од њих троје, Один је најстарији, Вили је усредини, и Ве најмлађи. Они су по митологији створили први људски пар, Аск и Ембла, Один им је дао душу и живот, Вили им је дао ум (интелект) и додир, а Ве им је дао свест, говор, слух и вид.